# Hwang Ki-chul
Hwang Ki-chul (* 28. Juli 1956 in Changwon, Gyeongsangnam-do) ist ein südkoreanischer Admiral im Ruhestand. Vom September 2013 bis Februar 2015 war er Marinestabchef Südkoreas.

## Lebenslauf
- 1998–1999: Sekretär des Präsidenten Südkoreas für Verteidigung[1]
- 1999–2001: Kommandant auf der ROKS Gwanggaetodaewang (DDH-971)
- 2001–2005: Leiter des KDX-III der NAVSEA
- 2005–2006: Kommandant der Marinebasis Jinhae
- 2006–2008: Kommandeur der 2. Flotte
- 2008–2010: Schiffsbetriebsabteilungsleiter der Beschaffungsbehörde für Rüstungsgüter (DAPA)
- 2010–2011: Kommandeur der Republik Korea Flottenkommando (ROKFLT)
- 2011–2012: Stellvertretender Marinestabschef
- 2012–2013: Superintendent der Marineakademie
- 2013–2015: Marinestabschef[1]